# Lasioglossum eos
Lasioglossum eos là một loài Hymenoptera trong họ Halictidae. Loài này được Ebmer mô tả khoa học năm 1978.